# Cosita rica

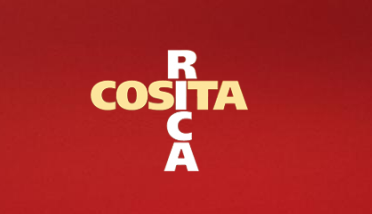
Logo de Cosita rica

Cosita rica é uma telenovela venezuelana exibida em 2003 pela Venevisión.

## Elenco
- Fabiola Colmenares - Paula Chacón "Paula C"
- Rafael Novoa - Diego Luján
- Chiquinquirá Delgado - Victoria "Vicky" Cárdenas de Luján
- Gledys Ibarra - Patria Mía
- Carlos Cruz - Olegario Pérez
- Maríalejandra Martín - Lara Santana
- Aroldo Betancourt - Vicente Santana
- Elba Escobar - Concordia Pérez
- Nohely Arteaga - Tiffany Cárdenas
- Daniel Álvarado - Lisandro Fonseca
- Marisa Roman - Verónica Luján & María Suspiro Vargas
- Edgar Ramírez - Cacique Chacón
- Tania Sarabia - Mamasanta
- Carlos Villamizar - Placido Chacón
- Lourdes Valera - La Chata
- Roberto Lamarca - Diómedes Crespo
- Beatriz Valdés - Prodigio Vargas
- Ricardo Bianchi - Rodolfo Lima
- Juan Carlos Vivas - Rosendo
- Franklin Virgüez - Nicomedes Luján
- Beatriz Vázquez - Sagrario
- Yván Romero - El Pegao
- Maria Antonieta Castillo - Wendy Santana
- Josué Villaé - Guillermo "Memo"
- Andreína Yépez - Melao
- Zair Montes - Dulce María Chacón
- Roque Valero - Cachito
- Mariángel Ruiz - Alegría Mendez
- Liliana Meléndez - Carmen
- José Manuel Suárez - Nixón
- Adrian Duran - Danielito
- Rebeca Aleman - Nefertiti
- Marina Baura - Tentación Luján
- Yanis Chimaras - Juancho
- Guillermo Dávila - Gastón
- Elisa Escámez - Altagracia
- Ana Karina Manco - Camila
- Johana Morales - Franelita
- Beba Rojas - Panchita
- Ana María Simón - Dra. Lucy Bonilla
- Henry Soto - Benancio